# Ugrai Ferenc
Ugrai Ferenc (Tiszagyulaháza, 1922 – 2006. november 26.) magyar katonatiszt, a Zrínyi Miklós Nemzetvédelmi Egyetem „Pro Militum Artibus” kitüntetettje.

## Életpályája
Tiszagyulaházán született 1922-ben. 1939-ben vonult be katonai szolgálatra. Részt vett a délvidéki és erdélyi műveletekben, majd tüzértiszthelyettesként a második világháborúban. 1945-ben – hadifogságból való hazaérkezését követően – jelentkezett a szervezés alatt álló új magyar hadseregbe, ahol különböző beosztásokban szolgált.
Az MKP Katonai és Karhatalmi Osztályának munkatársa (1945–1948), 1948. augusztus 1-jén alhadnagyként vették hivatásos állományba. 1948 és 1949 között a Leningrádi Tüzér Akadémia parancsnoki szakán, majd 1960 és 1962 között a Vezérkari Akadémián tanult. Szolgált hadosztály- és hadtesttüzérfőnökként, tüzérhadosztály-parancsnokként, a Magyar Néphadsereg (MN) tüzérparancsnokának kiképzési helyetteseként. 1952-ben léptették elő ezredessé. 1955 és 1957 között az MN tüzérparancsnoka, 1957-ben előléptették vezérőrnaggyá.
A Magyar Néphadsereg vezérkari főnöke 1957 és 1963 között, majd a honvédelmi miniszter helyettese. 1962-ben altábornaggyá léptették elő, de a következő év közepén, 1963. június 1-jén 15 kitüntetéssel – egészségügyi okokból – nyugállományba vonult.
A Zrínyi Miklós Nemzetvédelmi Egyetem 2001-ben a „Pro Militum Artibus” (A hadtudományért) kitüntető címet adományozta számára.
2006. november 26-án, 84 évesen hunyt el.